# South Seas Island Resort Women's Pro Classic 2013
Il South Seas Island Resort Women's Pro Classic 2013 è stato un torneo di tennis facente parte della categoria ITF Women's Circuit nell'ambito dell'ITF Women's Circuit 2013. Il torneo si è giocato a Captiva Island in USA dal 4 al 10 novembre 2013 su campi in cemento e aveva un montepremi di 50000 $.

## Partecipanti

### Teste di serie
| Nazionalità | Giocatrice                | Ranking* | Testa di serie |
| ----------- | ------------------------- | -------- | -------------- |
| Portogallo  | Michelle Larcher de Brito | 107      | 1              |
| Lussemburgo | Mandy Minella             | 113      | 2              |
| Stati Uniti | Melanie Oudin             | 117      | 3              |
| Stati Uniti | Maria Sanchez             | 145      | 4              |
| Georgia     | Anna Tatišvili            | 147      | 5              |
| Stati Uniti | Julia Cohen               | 182      | 6              |
| Stati Uniti | Victoria Duval            | 198      | 7              |
| Stati Uniti | Jessica Pegula            | 199      | 8              |

- Ranking al 28 ottobre 2013.

### Altre partecipanti
Giocatrici che hanno ricevuto una wild card:
- Julia Boserup
- Ellie Halbauer
- Nikki Kallenberg

Giocatrici che sono passate dalle qualificazioni:
- Maria Fernanda Alves
- Jacqueline Cako
- Lauren Embree
- Chiara Scholl

Giocatrici che hanno ricevuto un entry con un protected ranking:
- Ulrikke Eikeri

## Vincitrici

### Singolare
Mandy Minella ha battuto in finale  Gabriela Dabrowski con il punteggio di 6–3, 6–3

### Doppio
Gabriela Dabrowski /  Allie Will hanno battuto in finale  Julia Boserup /  Alexandra Mueller con il punteggio di 6–1, 6–2